# ФК „Ливърпул“
ФК „Ливърпул“ (на английски: Liverpool Football Club) е най-успешният английски професионален футболен клуб-гранд. Отборът е от едноименния град Ливърпул, клубът е основан през 1892 г. и от самото си създаване играе мачовете си на стадион „Анфийлд“, който се намира на около 5 км от центъра на града. 
„Ливърпул“ е най-титулуваният отбор в историята на английския футбол в международни състезания. Печелил е една Световна купа на ФИФА, четири Суперкупи на УЕФА, шест пъти Шампионска лига и три пъти Лига Европа (купа на УЕФА) – всички поотделно и заедно са рекордни постижения за английски клубове. „Ливърпул“ е член на групата Г-14, съставена от водещите европейски футболни клубове.
Присъединява се към Английската висша лига година след създаването на клуба и по броя на титлите си е най-успешният английски футболен отбор (рекорд, споделен с ФК „Манчестър Юнайтед“). Печелил е 20 пъти най-високото ниво в английското футболно първенство, седем пъти Купата на Футболната асоциация и рекордните осем пъти Купата на лигата.
„Ливърпул“ се утвърждава като основна сила в английския и европейския футбол през 70-те и 80-те години на миналия век, когато Бил Шенкли, Боб Пейсли, Джо Фейгън и Кени Далглиш довеждат клуба до комбинирани единадесет титли от Лигата и четири европейски купи. Под ръководството на треньора Рафаел Бенитес и капитана Стивън Джерард „Ливърпул“ става европейски шампион за пети път през 2005 г. През 2018 г. отборът на треньора Юрген Клоп, съставен от играчи като капитана Върджил ван Дайк, Мохамед Салах и Алисон Бекар, става европейски вицешампион, а през 2019 печели шеста европейска шампионска титла, четвърта Суперкупа на УЕФА и за пръв път става световен клубен шампион.
По годишен оборот за финансовата година към сезон 2011/12 „Ливърпул“ е на девето място в света с оборот от 195,2 млн. британски лири. „Ливърпул“ е седмият най-печеливш футболен клуб в света през 2019 г., с годишен приход от 513,7 милиона евро, и осмият най-ценен футболен клуб в света през 2019 г., оценен на 2,183 милиарда долара. Клубът е един от най-подкрепяните отбори в света. „Ливърпул“ има дългогодишно съперничество с „Манчестър Юнайтед“ и „Евертън“.
Две от най-големите трагедии в европейския футбол се случват тъкмо когато „Ливърпул“ трябва да играе свои мачове – Трагедията на Хейзел през 1985 г. по време на финален мач за КЕШ срещу „Ювентус“, Трагедията на Хилзбъро през 1989 г. срещу „Нотингам Форест“ на полуфинал за ФА Къп. След драмата на Хейзел английските отбори са изхвърлени от европейските турнири за пет години, а „Ливърпул“ – за 6. Трагедията на Хилзбъро взима живота на 96 фенове на „Ливърпул“, това довежда до взимане на спешни мерки относно безопасността на стадионите. В резултат на това се премахнати огражденията на стадионите, а секторите за гости са оборудвани със седалки.

## История
„Ливърпул“ е основан през 1892 г. от Джон Хоулдинг, собственикът на Анфийлд. Предходните седем години стадионът е бил използван от „Евертън“. През 1891 Хоулдинг закупува окончателно терена и предлага повишение на наема от £100 на £250 годишно. От Евертън възразяват и напускат Анфийлд в посока стадион „Гудисън парк“. Холдинг решава да създаде свой собствен отбор и така през 1892 г. се ражда футболен клуб „Ливърпул“. Оригиналното име на отбора било „Евертън Атлетик“, но е променено на „Ливърпул“ след като Футболната асоциация (ФА) отказва да приеме името „Евертън“. За директор на отбора бива назначен Джон Маккена, а съставът на отбора е запълнен с 13 шотландски професионални футболисти. През сезона 1893 – 94 отборът става член на Втора английска дивизия. През този сезон „Ливърпул“ не допуска нито една загуба и печели промоция за по-горната Първа дивизия.
През 1901 г. „Ливърпул“ печели първата си шампионска титла – подвиг, който е повторен и през 1906. През 1914 г. отборът достига първия си финал за Купата на ФА, но губи от „Бърнли“ с 0:1. Въпреки популярното мнение, „Ливърпул“ е обвързан с Протестантството, а не с Католицизма; няколко души от ръководството на клуба, включително и самите Хоулдинг и Маккена, са свързани с протестантското братство Оранжев ред. „Ливърпул“ има също така и стабилни връзки в Консервативната асоциация на работещите мъже [Working Men's Conservative Association (WMCA)] – политическото лице на Ливърпулската протестантска общност.
През 1922 и 1923 г. „Ливърпул“ печели своите първи поредни титли, водени от своя капитан английския национал Ефрейм Лонгуърт. Този успех обаче е последван от най-безплодните години в историята на клуба. След войните „Ливърпул“ изглежда възкръснал след като през 1947 г. става отново шампион, но няколко години по-късно, през 1954, отборът изпада от Първа дивизия. Между 1954 и 1962 г. крета във Втора дивизия и няма успех в турнира за купата на ФА. През декември 1954 отборът допуска своята рекордна загуба – 1 – 9 от „Бирмингам Сити“.
На 1 декември 1959 г. за мениджър на клуба е привлечен Бил Шенкли, който през следващите 15 години превръща „Ливърпул“ в един от водещите отбори в Европа. След първата си година на кормилото на „Ливърпул“ Шенкли освобождава 24 футболисти и започва да гради нов отбор. През третата си година отборът на Шенкли печели шампионата на Втора дивизия с осем точки преднина пред останалите си конкуренти. Така през 1962 г. клубът се завръща в Първа дивизия, откъдето никога повече не изпада.
„Ливърпул“ посреща 60-те като втородивизионен отбор, но завършва десетилетието като най-силния отбор на домашната сцена. През 1964 г. клубът печели своята първа шампионска титла от 17 години. През 1966 прави това отново, като предишния сезон, през 1965, е спечелена и за първи път купата на ФА след победа на финала срещу „Лийдс Юнайтед“ с 2:1. Своето първо европейско отличие, Купата на УЕФА, „Ливърпул“ печели през 1973, побеждавайки на финала „Борусия Мьонхенгладбах“. Година по-късно, след ново спечелване на купата на ФА, мениджърът Шенкли се отказва от футбола и оставя отборът на „Ливърпул“ в ръцете на своя пръв помощник Боб Пейсли.
Отборът доминира през 70-те и 80-те години на XX век. Част от големите играчи от този период са Рей Клемънс, Марк Лорънсън, Греъм Сунес, Иън Калаган, Фил Нийл, Кевин Кийгън, Кени Далглиш (102 мача за шотландския национален отбор) и Иън Ръш (346 гола). След като поема клуба, Пейсли става един от най-успешните мениджъри в историята на футбола. През деветте години, през които е начело на „Ливърпул“, той печели 21 трофея, включващи три КЕШ, купата на УЕФА, шест титли на Англия и три последователни купи на Лигата. Първата Купа на европейските шампиони е спечелена през 1977. Финалът е в Рим, където „Ливърпул“ побеждава отново „Борусия Мьонхенгладбах“. През следващата година отборът запазва отличието, като на финала на Уембли побеждава Клуб „Брюж“ с 1:0. През 1979 г. поставя рекорд, спечелвайки лигата с 68 точки (тогава за победа се дават 2 т.) и допускайки само 16 гола в 42 мача. Пейсли печели своята трета и последна КЕШ през 1981 с победа с 1:0 над „Реал“ Мадрид. През своята мениджърска кариера в „Ливърпул“ той не успява да спечели само една купа – купата на ФА.
Забележителна е поредицата от успешни мениджъри, произведени от щаба на отбора. Още Шенкли е наследен от своя асистент Пейсли, който също по-късно предава ръководството отбора на своя помощник ветерана Джо Фейгън. Фейгън е на 63 когато поема „Ливърпул“ през 1983 г. През своя първи сезон мениджърът постига рекорден успех – неговият „Ливърпул“ става първият английски клуб, който печели три големи трофея в рамките на един сезон – шампионската титла, купата на лигата и КЕШ. Управлението на Фейгън обаче завършва през следващия сезон – на стадион „Хейзел“. През 1985 „Ливърпул“ отново достига финал за КЕШ. Мачът срещу Ювентус трябва да се играе на белгийския стадион „Хейзел“. Но още преди първия съдийски сигнал става катастрофата. Английските фенове разбиват оградите, разделящи двете агитки, и нападат италианците. В резултат на това тежестта на тълпата причинява рухването на подпорната стена на една от трибуните. На 29 май 1985 Хейзел се превръща в гробище – умират 39 фена, повечето италианци. Въпреки всичко мача се играе и „Ливърпул“ губи с 0:1 с гол от несъществуваща дузпа (Бонек е спънат извън наказателното поле) на Мишел Платини, който шокира всички след като ликува при гола. След срещата английските клубове са наказани да не участват в турнирите на Европа за пет години, а „Ливърпул“ – за 10 (по-късно намалени на 6). Белгия е лишена от правото да организира финали в евротурнирите за 10 години. Съдебният процес продължава 6 години като са осъдени, освен 14 фена на „Ливърпул“, полицаи и служители на УЕФА. Това събитие става известно като Трагедията на Хейзел.
През 1985 Кени Далглиш, утвърдил се вече като един от най-великите играчи на „Ливърпул“, става първият играещ мениджър в историята на клуба. Периодът на неговото управление се запомня със спечелените три шампионски титли и две купи на ФА, като през сезона 1985 – 86 отборът постига дубъл. Успехите на отбора обаче са помрачени от нова трагедия. На 15 април 1989, когато „Ливърпул“ играе полуфинал срещу „Нотингам Форест“ за купата на ФА, стотици фенове на мърсисайдци са премазани в претъпкана трибуна за правостоящи. 94 фена умират в този ден, а още двама – няколко дена по-късно от раните си. Според Питър Тейлър (по това време върховен съдия на Англия и Уелс) причината за нещастието е липсата на полицейски контрол.
През 1992 мениджър на клуба става Греъм Сунес. Въпреки че печели купата на ФА през своята първа година, неговото управление не е успешно. След шокиращо отстраняване от купата на ФА от „Бристъл Сити“ Сунес е уволнен и на неговото място застава Рой Еванс. След неговото назначение формата на „Ливърпул“ се подобрява, но за пет сезона клубът не се изкачва по-високо от трето място. Единствената купа, която Еванс печели е купата на лигата през 1995. За сезона 1998 – 99 в отбора е привлечен бившият национален селекционер на Франция Жерар Улие, който става съмениджър на Еванс. Тяхното партньорство обаче не сработва и Еванс напуска.
Сезонът 2000 – 2001 е най-успешният от много време насам. Клубът постига уникален требъл, печелейки купата на ФА, купата на Лигата и купата на УЕФА. През 2002 отборът финишира втори в лигата. Това е годината, в която Улие претърпява сърдечен удар по време на мач срещу Лийдс. „Ливърпул“ изглежда придобил всички сили да спечели отново господството в английския футбол. Феновете обаче са разочаровани. По време на останалия си престой на Анфийлд Улие печели само още една купа – купата на лигата през 2003. След края на сезона 2003 – 2004 Жерар Улие и „Ливърпул“ се разделят по взаимно съгласие.
През следващия сезон начело на отбора застава испанецът Рафаел Бенитес. „Ливърпул“ завършва шампионата на незавидното пето място. Краят на сезона обаче е повече от изненадващ. На финала в Истанбул „Ливърпул“ печели своята пета шампионска титла на Европа. Червените побеждават фаворита Милан в един от най-запомнящите се финални двубои на Шампионската лига. На полувремето „Ливърпул“ изостават с 0:3 и изглеждат победени след слабата им игра. Но след почивката отборът, воден от своя капитан Стивън Джерард, се връща в мача, отбелязвайки три гола само за 6 минути. Така „Ливърпул“ достига до продължения, последвани от дузпи, където герой става вратаря Йежи Дудек.
През сезона 2005 – 06 финишира с 82 точки в Премиършип, техния най-висок резултат след 1988, но въпреки това не печели шампионската титла. Отборът става трети на цели 9 точки от първия Челси. През този сезон все пак „Ливърпул“ печели трофей – купата на ФА след драматичен Финал срещу Уест Хям. Освен това отборът печели и Супер купата на Европа побеждавайки ЦСКА Москва с 2:1.
На старта на сезон 2006 – 07 „Ливърпул“ взима и Къмюнити шийлд побеждавайки „Челси“ с 2:1, като победния гол отбелязва Питър Крауч. Това е техният 15-и успех за тази купа (пет от тях „Ливърпул“ споделя с други отбори). През декември 2006 ръководството на клуба съобщава, че инвестиционната компания Dubai International Capital има намерения да закупи клуба. Говори се за сума около £450 милиона. По-късно обаче американските магнати Том Хикс и Джордж Жилет отправят по-добра оферта, което принуждава Dubai Investment Capital да се оттеглят. На 6 февруари в 14:00 ч. Джордж Жилет, собственик на Montreal Canadiens, и Том Хикс, собственик на Dallas Stars и Texas Rangers, стават собственици на ФК „Ливърпул“, сключвайки сделка възлизаща на £470 милиона. Бордът на директорите е единодушен. Акционерите и президентът Дейв Мурс (разполагал с 51 % от акциите) приемат оферта от £175 милиона. Освен това в сделката са включени и £45 милиона задължения и £215 милиона за нов стадион, които американците трябва да осигурят. На пресконференция новите собственици обявяват още, че искат да докарват по един голям играч на сезон.
През сезон 2008/09 „Ливърпул“ завършва сезона на 2-ро място с 86 точки. Отборът губи само 2 срещи за сезона, но въпреки това не става шампион на страната си. Постигат дубъл над „Манчестър Юнайтед“ и „Челси“. Отборът е с най-много точки в преките двубой с отборите от Топ 4 – 14 точки.
През 2015 г. треньорското ръководство на отбора е поето от германския специалист Юрген Клоп. За 3 години той изгражда отбор, който достига до финала на Шампионската лига през 2018 г. и става европейски вицешампион. В класацията за Футболист на годината на ФИФА нападателят на „мърсисайдци“ Мохамед Салах е трети в света.
През следващия сезон възходът на „Ливърпул“ продължава и отборът показва зрялост и умение в решаващи двубои да побеждава равностойни противници. На полуфинала в Шампионската лига през 2019 г. той се изправя в най-трудния двубой от турнира срещу „Барселона“ с Меси. Като гост губи с 0:3 от именития си съперник, но в мача-реванш като домакин след отлична игра на Садио Мане успява да постигне пълен обрат и побеждава с 4:0. На финала „Ливърпул“ преодолява „Тотнъм“ с 2:0 и така за шести път става европейски шампион. На 14 август спечелва Суперкупата на УЕФА с победа над „Челси“ с 2:2 в редовното време и след продължения и 5:4 след дузпи. През декември 2019 г. на финала на Световното клубно първенство побеждава бразилския „Фламенго“ с 1:0 с гол в продълженията на бразилския нападател на „Ливърпул“ Роберто Фирмино. Така за пръв път в историята „Ливърпул“ става световен шампион и е първият и единствен английски клуб, печелил най-високото отличие в света. Лидерът на отбраната на тима Върджил ван Дайк е втори в класацията на годината за Златната топка в достойна конкуренция на световния фаворит Лионел Меси и става първият защитник, попаднал в челната тройка от 14 години. Хегемонията и рекордите на „Ливърпул“ продължават. На 3 януари 2020 г. той навършва 1 година без загубен мач, достига до 13 точки аванс пред втория в английското първенство „Лестър“ след като го разгромява като гост с 4:0, а на 11 януари с победата като гост над „Тотнъм“ с 1:0 става първият отбор с 20 победи от първите си 21 мача в топ 5 първенствата в Европа. На 19 януари 2020 г. във вечното английско дерби отново не допуска гол и преодолява „Манчестър Юнайтед“ с 2:0, с което увеличава преднината пред втория отбор в класирането на рекордните 16 точки. На 24 февруари 2020 г. с победата над „Уест Хям“ с 3:2 „Ливърпул“ подобрява собствените си рекорди: 22 точки пред втория в класирането и първият отбор с 26 победи от първите си 27 мача в топ 5 първенствата в Европа.
През пролетта на 2022 г. „Ливърпул“ постига вторият дубъл в историята на английския футбол, при който спечелва последователно Купата на футболната асоциация и Купата на лигата с еднакъв резултат в директни двубои срещу един и същ противник: и в двата финала 0:0 срещу Челси след продължения, като след дузпи спечелва с 11:10 купата на лигата и с 6:5 купата на Англия. 

## Значими футболисти
През годините много играчи са се радвали на невероятно успешни кариери в клуба, печелейки и голямата любов на феновете. Сред поддръжниците на отбора винаги е имало спорове относно това кои футболисти са повече или по-малко значими за „Ливърпул“.
Преди Втората световна война малко играчи са се състезавали в отбора за по-дълъг период от време и са се радвали на изключителната подкрепа на привържениците. Сред тези футболисти са: Ефрейм Лонгуърт, стабилен бек, който е първият англичанин капитан на клуба; Илайша Скот, който играе за „Ливърпул“ цели 22 години, най-дълго служилият футболист на отбора въобще; Гордън Ходгсън, който отбелязва рекорд от 17 хеттрика, играейки за клуба през 20-те и 30-те.
През 60-те, когато Бил Шенкли трансформира „Ливърпул“ в европейска сила, някои футболисти се оформят като ключови фигури за успехите на отбора. Някои от тях са: Рон Йейтс, когото Шенкли нарича „колос“, Роджър Хънт, който отбелязва 245 гола в лигата и е част от националния отбор на Англия, спечелил Световната купа през 1966.
Попълненията, които прави Боб Пейсли, са основен фактор за успехите през 70-те и 80-те. Особена заслуга имат двама шотландци: Алан Хансън, който е част от отбора спечелил три Европейски купи; и Кени Далглиш, когото феновете наричат „Кинг Кени“. През 1980 Пейсли привлича и младия Иън Ръш, превърнал се във водещ голмайстор.
Доста от знаменитите играчи на „Ливърпул“ са „собствено производство“. През първите години на 90-те изгряват звездите Стийв Макманамън и Роби Фаулър. По-късно през това десетилетие се появяват и Майкъл Оуен, капитанът Стивън Джерард и вицекапитанът Джейми Карагър.
Анкета от 13 ноември 2006 г. определя 100-те най-значими футболисти на „Ливърпул“ дотогава, сред които са:
1. Кени Далглиш

2. Стивън Джерард

3. Иън Ръш

4. Роби Фаулър

5. Джон Барнс

6. Били Лидъл

7. Джейми Карагър

8. Кевин Кийгън

9. Греъм Сунес

10. Емлин Хюз

11. Рей Клемънс

12. Алан Хансен

13. Роджър Хънт

14. Майкъл Оуен

15. Иън Калахан

16. Ян Молби

17. Брус Гробелар

18. Дейвид Феърклоу

19. Питър Биърдсли

20. Фил Нийл и др.
- виж още: Списък на футболистите на ФК Ливърпул

## Цветове и отличителни знаци
Традиционните цветове на „Ливърпул“ са червен и бял, като от средата на 60-те за домакински екип се налага изцяло червеният. В ранните години обаче, когато „Ливърпул“ измества Евертън от Анфийлд, взима и цветовете на „карамелите“ – син и бял, и използва едва ли не същия екип. През 1894 е решено основният цвят да бъде променен на червен. През 1901 за емблема и талисман на клуба е приет градският символ Ливърбърд. През следващите години титулярният екип на „Ливърпул“' е червена тениска и бели шорти (чорапите варират през годините от червени, черни, бели, докато отново са избрани червените). През 1964 Бил Шенкли решава да изведе своя състав в изцяло червен екип за мач срещу Андерлехт. Червеното е възприето като символ на сила.
Традиционният екип за гостуване е бяла тениска и черни шорти, също е използван и изцяло жълт екип. През 1987 е използвано и изцяло сиво облекло. Това продължава до юбилейния стотен сезон на „Ливърпул“ – 1991 – 92, когато е използвана комбинация от зелена тениска и бели шорти. Сивият цвят повече не е използван до настъпването на сезон 2008 – 2009. През сезон 2007 – 2008 екипът за гостуване е изцяло жълт, но за Шампионската лига се използва и такъв с преобладаващ бял цвят със зелени кантове отстрани. Екипите на „Ливърпул“ са производство на Ню Баланс.
Емблемата на клуба е базирана на традиционния Ливърбърд, който е поставен на фона на щит. Двата пламъка отстрани са в памет на загиналите на Хилзбъро. Вечен пламък гори и пред Анфийлд в памет на тези, които са загинали в трагедията.

## Срещи с български отбори
„Ливърпул“ се е срещал с български отбори в официални срещи.

### ЦСКА
Отборът на ЦСКА среща „Ливърпул“ в четвъртфиналите за КЕШ през 1982 и в квалификациите за Шампионската лига през 2004 г.

#### Четвъртфинали за КЕШ 1982
„Ливърпул“ – ЦСКА 1:0, 3 март 1982 г.

Първата среща на стадион „Анфийлд“ в Ливърпул завършва успешно за отбора на „Ливърпул“, който атакува неспирно по време на мача. Англичаните обаче срещат много добре подредената защита на Аспарух Никодимов и успяват да реализират едва едно попадение дело на Роланд Уилън в 65-а минута. Точните удари във вратата са 5:1 за „Ливърпул“, като единственото положение за ЦСКА е пропуснато от Стойчо Младенов в 50-а минута.
ЦСКА – „Ливърпул“ 2:0, 17 март 1982 г.

Реваншът е на националния стадион „Васил Левски“ в София, напълнен докрай от близо 70 000 зрители. В началото на срещата инициативата е на страната на „Ливърпул“ които изпускат чисто положение спасено от Георги Велинов. С течение на мача силите се изравняват. Първото полувреме завърши 0:0. Почти отчаяли се от резултата и неуспеха футболистите на ЦСКА се хвърлят в атака. В 77-ата минута вратарят на „Ливърпул“ Браян Гробелар излиза неразчетено при едно центриране и Стойчо Младенов с глава вкарва на опразнената врата. Редовното време завършва при този резултат. По правилник трябва да се играят 2 продължения по 15 минути. В 100-тната минута Уилън се разминава с автогол, а в следващата атака след центриране на Никола Велков Стойчо Младенов с воле вкарва топката във вратата. „Ливърпул“ започват да атакуват настървено, но Марк Лауренсън е изгонен с червен картон, Велинов успява да спаси всички положения пред вратата му. Мача завършва при резултат 2:0 за ЦСКА, а зрителите на стадиона избухват в овации и възгласи. Заради победата футболистите на армейците са повишени в чин и им е предоставена парична награда от 130 лева, а Стойчо Младенов печели прозвището си „Екзекуторът на Ливърпул“.

#### Шампионска лига 2005/2006
Отборът на ЦСКА сътворява футбол от най-висока класа и неочаквано побеждава като гост с 1:0 настоящия шампион в турнира „Ливърпул“. Загубата с 1:3 от първия мач изхвърля „армейците“ от квалификациите на Шампионската лига. Единственото попадение в двубоя нанизва Валентин Илиев още в 15-а минута на мача. Тогава след нарушение срещу Забавник, националът праща топката зад Скот Карсън след асистенция от Йордан Юруков.

### „левски“
„Левски“ и „Ливърпул“ играят 2 срещи от третия кръг за Купата на УЕФА през сезон 2003/2004 година.
Първият мач е на 26 февруари 2004 г. в Ливърпул и завършва 2:0 за домакините. Головете отбелязват Стивън Джерард в 65-а и Хари Кюъл в 69-а минута.
Вторият мач е на 3 март 2004 г. в София на препълнения Национален стадион „Васил Левски“ пред 42 281 зрители. „Левски“ играе много силно и вдъхновено и до средата на срещата поддържа равенство в играта и в резултата – 2:2. През второто полувреме гостите показват опита и класата си и „Ливърпул“ побеждава с 4:2. Голмайстори са: 0:1 Стивън Джерард 7', 0:2 Майкъл Оуен 11', 1:2 Георги Иванов 28', 2:2 Саша Симонович 40', 2:3 Дитмар Хаман 44', 2:4 Сами Хюупия 67'.
Статистиката от участието на „Ливърпул“ в европейските турнири показва, че след победа с 2:0 в първата среща отборът винаги е ставал краен победител. Той отстранява „Петролул“ (Румъния) през сезон 1966/1967 за КЕШ, „Малмьо“ (Швеция) през 1967/1968 за Купата на Панаирните градове, „Айнтрахт“ (ФРГ) и „Динамо“ Дрезден (ГДР) за Купата на УЕФА през 1972/1973, „Крусейдърс“ (Северна Ирландия) за КЕШ през 1976/1977, „Тирол“ (Австрия) през 1991 г. за Купата на УЕФА, „Рома“ за Купата на УЕФА през 2001 г., „ГАК“ (Австрия) през 2004 г. в квалификациите на Шампионската лига, „Интер“ Милано през 2008 г. отново в Шампионската лига, „Работнички“ (Северна Македония) през 2010 г. в квалификациите в Лига Европа и „Манчестър Юнайтед“ в Лига Европа през 2016 г.

### „Лудогорец“
„Ливърпул“ се е срещал с „Лудогорец“ два пъти в официални срещи в груповата фаза на Шампионската лига през сезон 2014/15 г.
Първата среща е на 16 септември 2014 г. в Ливърпул и завършва 2:1 за „Ливърпул“.
Втората среща е на 26 ноември 2014 г. в София и завършва 2:2.

## Отличия

### Международни
- Световен клубен шампион – 1 път
  - 2019 – 1:0 след продължения срещу Фламенго
- Носител на Суперкупата на Европа – 4 пъти
  - 1977, 2001, 2005, 2019
- Носител на Купата на европейските шампиони (Шампионска лига) – 
6 пъти
  - 1976/77 – 3:1 срещу Борусия Мьонхенгладбах
  - 1977/78 – 1:0 срещу Клуб Брюж
  - 1980/81 – 1:0 срещу Реал Мадрид
  - 1983/84 – 1:1 (4:2 след дузпи) срещу Рома
  - 2004/05 – 3:3 (3:2 след дузпи) срещу Милан
  - 2018/19 – 2:0 срещу „Тотнъм Хотспър“
- Носител на Купата на УЕФА – 3 пъти
  - 1972/73, 1975/76, 2000/01

### Национални
- Носител на английската суперкупа Къмюнити Шийлд/Чарити Шийлд – 15 пъти
  - 1965/66, 1973/74, 1975/76, 1978/79, 1979/80, 1981/82, 1987/88, 1988/89, 1989/90, 2000/01, 2005/06, 2022
  - 1963/64, 1964/65, 1976/77, 1985/86 – поделена
- Шампион на Англия (Първа дивизия, след сезон 1992/93 тя се нарича Висша лига) – 20 пъти
  - 1900/01, 1905/06, 1921/22, 1922/23, 1946/47, 1963/64, 1965/66, 1972/73, 1975/76, 1976/77, 1978/79, 1979/80, 1981/82, 1982/83, 1983/84, 1985/86, 1987/88, 1989/90, 2019/20, 2024/25

- Носител на Купата на Футболната асоциация – 8 пъти
  - 1964/65, 1973/74, 1985/86, 1988/89, 1991/92, 2000/01, 2005/06, 2021/22
- Носител на Купата на Футболната лига – 10 пъти (рекорд)
  - 1980/81, 1981/82, 1982/83, 1983/84, 1994/95, 2000/01, 2002/03, 2011/12, 2021/22, 2023/24
- Носител на Суперкупата на Футболната лига – 1 път
  - 1985/86
- Шампион на Втора дивизия (сегашната Чемпиъншип) – 4 пъти
  - 1893/94, 1895/96, 1904/05, 1961/62
- Шампион на Лигата на Ланкашър – 1 път
  - 1892 – 93
- Носител на Купата на ФА за младежи – 2 пъти
  - 1995/96, 2005/06
- Шампион на Първа дивизия на резервите – 16 пъти
  - 1956/57, 1968/69, 1969/70, 1970/71, 1972/73, 1973/74, 1974/75, 1975/76, 1976/77, 1978/79, 1980/81, 1981/82, 1983/84, 1984/85, 1989/90, 1999/2000
- Финалист в Ауди къп – 1 път
  - 2017

### Мултиотличия

#### Четворен победител (квадрипъл)
- 2000/01: Суперкупа на Европа, Купа на УЕФА, Купа на Футболната асоциация и Купа на Футболната лига
- 1983/84: Европейски шампион, Шампион на Англия, Купа на Футболната лига и шампион на Първа дивизия на резервите
- 1975/76: Купа на УЕФА, Суперкупа на Англия (Къмюнити Шийлд), шампион на Англия и шампион на Първа дивизия на резервите

#### Троен победител (трипъл)
- 2018/19: Световен шампион, Суперкупа на Европа и Европейски шампион
- 1976/77: Европейски шампион, Шампион на Англия и Суперкупа на Англия (Чарити Шийлд)
- 1985/86: шампион на Англия, Купа на Футболната асоциация и Суперкупа на Футболната лига
- 1980/81: Европейски шампион, Купа на Футболната лига и шампион на Първа дивизия на резервите
- 1972/73: Купа на УЕФА, шампион на Англия и шампион на Първа дивизия на резервите
- 1981/82: шампион на Англия, Купа на Футболната лига и шампион на Първа дивизия на резервите

#### Двоен победител (дубъл)
- 1982/83: Шампион на Англия и Купа на Футболната лига
- 2005/06: Купа на Футболната асоциация и Купа на ФА за младежи
- 2021/22: Купа на Футболната лига и Купа на Футболната асоциация

## Любопитни факти
- „Ливърпул“ държи рекорда за най-голяма победа в историята на Шампионска лига. На 6 ноември 2007 г. побеждават с 8:0 като домакини Бешикташ в мач от груповата фаза на турнира.
- „Ливърпул“ e първият отбор с 26 победи от първите си 27 мача в петте най-силни национални първенства в Европа. Рекорда установява от 9 август 2019 до 29 февруари 2020 г., когато в 28 кръга допуска загуба от „Уотфорд“, като гост и има само един равен мач на 20 октомври 2019 г. – 1:1 като гост на „Манчестър Юнайтед“.[8]
- На Ливърпул принадлежи рекорда за най-голям аванс на лидера пред втория в класирането в английското първенство – 22 точки пред „Манчестър Сити“ от 24 до 29 февруари 2020 г.[16]
- „Ливърпул“ и „Манчестър Сити“ притежават рекорда за най-много поредни победи в шампионата на Англия – 18. Мърсисайдци ги постигат през периода 27 октомври 2019 – 24 февруари 2020 г. от X до XXVII кръг на Висшата лига.[8][16]
- „Ливърпул“ има втората най-дълга серия без загуба в английската история – 44 мача без загубена среща от 4 януари 2019 до 28 февруари 2020 г.[16]
- Само 14 играчи са използвани през сезон 1965/66, когато „Ливърпул“ печели титлата.
- „Ливърпул“ играе срещу „Блекбърн Роувърс“ на 5 септември 1896 г. Роувърс бият с 1:0, но шест гола са отменени в този мач.
- Първият мач на „Ливърпул“ е срещу „Хайър Уолтън“ (Higher Walton) в Лигата на Ланкашър. „Ливърпул“ печели с 8:0 като в състава няма нито един англичанин.
- Дебют в лигата: на 2 септември 1893 г. срещу „Мидълзбро“. „Ливърпул“ печели с 2:0.
- Дебют в Купата на ФА: през септември 1892 г. срещу „Нантуич“ (Nantwich). „Ливърпул“ печели с 4:0.
- Най-изразителна победа в лигата: на 12 септември 1990 г. с 9:0 срещу „Кристъл Палас“ и 27 август 2022 г. с 9:0 срещу „Борнемут“.
- Най-изразителна победа въобще: на 17 септември 1974 г. срещу „Стрьомсгодсе ИФ“. „Ливърпул“ печели с 11:0.
- Най-големи загуби: срещу „Хъдърсфийлд“ с 0:8 през 10 ноември 1935 г., срещу „Бирмингам Сити“ с 1:9 през 11 декември 1954 г. (Втора дивизия)
- Първи успех: през сезон 1893/94, когато стават шампиони на Втора дивизия.
- Първи мач за европейските турнири: на 17 август 1964 г. срещу „Рейкявик“, Исландия, за КЕШ. „Ливърпул“ печели с 5:0.
- Иън Ръш държи рекорда в „Ливърпул“ за най-много голове през целия сезон във всички състезания – през сезона 1983/84 той отбелязва 47 гола.
- От друга страна, Роджър Хънт е футболистът на „Ливърпул“ с най-много голове за лигата в един сезон – той отбелязва 41 гола през сезон 1961/62.
- Химнът на „Ливърпул“ е песента „You'll Never Walk Alone“ ('Никога няма да вървиш сам').

## Състав

### Настоящ състав
Към 15 август 2025 г.
Оттеглени номера на фланелките в „Ливърпул“:
20 –  Диого Жота, втори нападател, 2020 – 2025 (посмъртно). Номерът е изваден от употреба на 3 юли 2025 г.

## Персонал
Към 24 юли 2024 г.
| Име                    | Длъжност                                                |
| ---------------------- | ------------------------------------------------------- |
| Арне Слот              | Главен треньор                                          |
| Сипке Хълшоф           | Първи помощник-треньор                                  |
| Джон Хейтинга          | Помощник-треньор                                        |
| Рубен Пийтърс          | Водещ треньор по физическа подготовка                   |
| Фабиан Оте             | Ръководител на обучението на вратарите в първия отбор   |
| Клаудио Тафарел        | Треньор на вратарите                                    |
| Д-р Андреас Шлумбергер | Началник на отдела за възстановяване и производителност |
| Д-р Джонатан Пауър     | Лекар на клуба                                          |
| Д-р Дейвид Райдингс    | Фитнес-треньор по рехабилитация                         |
| Д-р Конъл Муртаг       | Кондиционен (фитнес-) треньор на първия отбор           |
| Джордан Феърклоу       | Помощник фитнес-треньор                                 |
| Фредерик Ванден Ауеле  | Спортен терапевт по остеопатия                          |
| Мотонори Ватанабе      | Масажист/Терапевт                                       |
| Пол Смол               | Масажист                                                |
| Мишел Хъдсън           | Масажист                                                |
| Лий Ноубс              | Началник на отдел „Физиотерапия“                        |
| Крис Морган            | Физиотерапевт на първия отбор                           |
| Стив Лий               | Физиотерапевт на първия отбор                           |
| Джо Люис               | Физиотерапевт                                           |
| Арън Бригс             | Треньор за индивидуално развитие на първи отбор         |
| Даниел Спирит          | Анализатор след мачове за развитието на елитни играчи   |
| Грег Матисън           | Ръководител на отдела за анализ на съперниците          |
| Джеймс Френч           | Анализатор на съперниците                               |
| Лий Радклиф            | Управител на координацията по екипировката              |
| Брендън Макилдъф       | Координатор по екипировката                             |
| Мона Немер             | Ръководител на храненето                                |

## Главни треньори
- У. Е. Баркли 1892 – 1896
- Том Уотсън 1896 – 1915
- Дейвид Ашуърт 1920 – 1923
- Мат Маккуин 1923 – 1928
- Джордж Патърсън 1928 – 1936
- Джордж Кей 1936 – 1951
- Дон Уелш 1951 – 1956
- Фил Тейлър 1956 – 1959
- Бил Шенкли 1959 – 1974
- Боб Пейсли 1974 – 1983
- Джо Фейгън 1983 – 1985
- Кени Далглиш 1985 – 1991
- Греъм Сунес 1991 – 1994
- Рой Еванс 1994 – 1998
- Жерар Улие 1998 – 24 май 2004
- Рафаел Бенитес 2004 – 2010
- Рой Ходжсън 2010 – 8 януари 2011
- Кени Далглиш 2011 – 2012
- Брендън Роджърс 2012 – 2015
- Юрген Клоп 2015 – 2024
- Арне Слот 2024 –

## Управа
- Собственик: NESV (Джон Хенри)
- Президент: Том Вернер
- Футболен директор: Деймиън Комоли

## Статистика

### Обща статистика за участия
Актуална към 26 юни 2013
| #  | Играч          | Години                  | Висша лига | Купата на Англия | Купата на лигата | Европейски турнири | Други | Общо |
| -- | -------------- | ----------------------- | ---------- | ---------------- | ---------------- | ------------------ | ----- | ---- |
| 1  | Иън Калахан    | 1960 – 1978             | 640        | 79               | 42               | 89                 | 7     | 857  |
| 2  | Джейми Карагър | 1997 – 2013             | 508        | 40               | 35               | 150                | 4     | 737  |
| 3  | Стивън Джерард | 1998 – 2015             | 504        | 42               | 30               | 129                | 3     | 708  |
| 4  | Рей Клемънс    | 1968 – 1981             | 470        | 54               | 55               | 80                 | 6     | 665  |
| 4  | Емлин Хюз      | 1967 – 1979             | 474        | 62               | 46               | 79                 | 4     | 665  |
| 5  | Иън Ръш        | 1980 – 1987 1988 – 1996 | 469        | 61               | 78               | 38                 | 14    | 660  |
| 6  | Фил Нийл       | 1974 – 1985             | 455        | 45               | 66               | 74                 | 10    | 650  |
| 7  | Томи Смит      | 1963 – 1978             | 467        | 52               | 30               | 85                 | 4     | 638  |
| 8  | Брус Гробелар  | 1981 – 1994             | 440        | 62               | 70               | 38                 | 18    | 628  |
| 9  | Алан Хансен    | 1977 – 1990             | 434        | 58               | 68               | 46                 | 14    | 620  |
| 10 | Крис Лоулър    | 1963 – 1975             | 406        | 47               | 27               | 66                 | 3     | 549  |
| 11 | Били Лидъл     | 1946 – 1960             | 492        | 42               | 0                | 0                  | 0     | 534  |
| 12 | Кени Далглиш   | 1977 – 1990             | 355        | 37               | 59               | 51                 | 13    | 515  |
| 13 | Рони Уилан     | 1981 – 1994             | 362        | 41               | 50               | 24                 | 16    | 493  |
| 14 | Роджър Хънт    | 1959 – 1969             | 404        | 44               | 10               | 31                 | 3     | 492  |
| 15 | Фил Томпсън    | 1972 – 1983             | 340        | 36               | 43               | 50                 | 8     | 477  |
| 16 | Стийв Хайуей   | 1970 – 1981             | 331        | 36               | 38               | 67                 | 3     | 475  |
| 17 | Стийв Никъл    | 1982 – 1994             | 343        | 50               | 42               | 20                 | 13    | 468  |
| 17 | Елиша Скот     | 1913 – 1915 1920 – 1934 | 430        | 37               | 0                | 0                  | 1     | 468  |
| 18 | Сами Хюупия    | 1999 – 2009             | 318        | 29               | 19               | 94                 | 4     | 464  |

### Мачове за лигата
| Място | Играч           | Години        | Брой мачове общо | Брой мачове на сезон |
| ----- | --------------- | ------------- | ---------------- | -------------------- |
| 1     | Иън Калахан     | (1959 – 1978) | 640              | 33,68                |
| 2     | Стивън Джерард  | (1998 – 2015) | 504              |                      |
| 2     | Били Лидъл      | (1945 – 1961) | 495              | 30,94                |
| 3     | Емлин Хюз       | (1966 – 1979) | 474              | 36,46                |
| 4     | Рей Клемънс     | (1968 – 1981) | 470              | 36,15                |
| 5     | Иън Ръш         | (1980 – 1996) | 468              | 29,25                |
| 6     | Томи Смит       | (1962 – 1978) | 467              | 29,19                |
| 7     | Фил Нийл        | (1974 – 1986) | 455              | 37,92                |
| 8     | Брус Гробелар   | (1981 – 1994) | 440              | 33,85                |
| 9     | Алан Хансен     | (1977 – 1990) | 436              | 33,54                |
| 10    | Илайша Скот     | (1912 – 1934) | 430              | 19,55                |
| 11    | Крис Лоулър     | (1962 – 1976) | 406              | 29                   |
| 12    | Роджър Хънт     | (1959 – 1970) | 404              | 36,73                |
| 13    | Доналд Маккинли | (1909 – 1929) | 393              | 19,65                |
| 14    | Артър Годард    | (1901 – 1914) | 388              | 29,85                |
| 15    | Рони Уилан      | (1980 – 1994) | 363              | 25,93                |
| 16    | Гордън Ходжсън  | (1925 – 1936) | 359              | 32,64                |
| 17    | Рон Йейтс       | (1961 – 1971) | 358              | 35,8                 |
| 18    | Алан а'Корт     | (1952 – 1965) | 355              | 27,31                |
| 18    | Кени Далглиш    | (1977 – 1990) | 355              | 27,31                |
| 19    | Рони Моран      | (1952 – 1965) | 343              | 26,38                |
| 20    | Ифриъм Лонгуърт | (1910 – 1928) | 342              | 19                   |

### Мачове за всички състезания
|  | Място | Играч           | Години        | Брой мачове общо | Брой мачове на сезон |
|  | ----- | --------------- | ------------- | ---------------- | -------------------- |
|  | 1     | Иън Калахан     | (1959 – 1978) | 848              | 44,63                |
|  | 2     | Стивън Джерард  | (1998 – 2015) | 708              |                      |
|  | 2     | Емлин Хюз       | (1966 – 1979) | 657              | 50,54                |
|  | 3     | Рей Клемънс     | (1968 – 1981) | 656              | 50,46                |
|  | 4     | Иън Ръш         | (1980 – 1996) | 644              | 40,25                |
|  | 5     | Фил Нийл        | (1974 – 1986) | 635              | 52,92                |
|  | 6     | Томи Смит       | (1962 – 1978) | 633              | 39,56                |
|  | 7     | Алан Хансен     | (1977 – 1990) | 603              | 46,38                |
|  | 8     | Брус Гробелар   | (1981 – 1994) | 579              | 44,54                |
|  | 9     | Крис Лоулър     | (1962 – 1976) | 546              | 39                   |
|  | 10    | Били Лидъл      | (1945 – 1961) | 537              | 33,56                |
|  | 11    | Кени Далглиш    | (1977 – 1990) | 496              | 38,15                |
|  | 12    | Роджър Хънт     | (1959 – 1970) | 489              | 44,45                |
|  | 13    | Рони Уилан      | (1980 – 1994) | 478              | 34,14                |
|  | 14    | Илайша Скот     | (1912 – 1934) | 467              | 21,22                |
|  | 14    | Стийв Хайуей    | (1970 – 1981) | 467              | 42,45                |
|  | 15    | Фил Томпсън     | (1971 – 1983) | 466              | 38,83                |
|  | 16    | Рон Йейтс       | (1961 – 1971) | 451              | 45,1                 |
|  | 17    | Стив Никъл      | (1982 – 1995) | 446              | 34,30                |
|  | 18    | Доналд Маккинли | (1909 – 1929) | 433              | 21,65                |
|  | 19    | Иън Сейнт Джон  | (1961 – 1971) | 424              | 42,4                 |

### Най-много голове в лигата
| Място |  | Играч          | Години        | Общо голове | Средно голове на сезон |
| ----- |  | -------------- | ------------- | ----------- | ---------------------- |
| 1     |  | Роджър Хънт    | (1959 – 1970) | 245         | 22,27                  |
| 2     |  | Гордън Ходжсън | (1925 – 1936) | 232         | 21,09                  |
| 3     |  | Иън Ръш        | (1980 – 1996) | 228         | 14,25                  |
| 4     |  | Били Лидъл     | (1945 – 1961) | 216         | 13,5                   |
| 5     |  | Хари Чеймбърс  | (1919 – 1928) | 135         | 15                     |
| 6     |  | Джак Паркинсън | (1899 – 1914) | 123         | 8,2                    |
| 7     |  | Роби Фаулър    | (1993 – 2001) | 120         | 15                     |
| 7     |  | Стивън Джерард | (1998 – 2015) | 120         |                        |
| 8     |  | Сам Рейбулд    | (1899 – 1907) | 119         | 14,88                  |
| 9     |  | Кени Далглиш   | (1977 – 1990) | 118         | 9,08                   |
| 10    |  | Дик Форшоу     | (1919 – 1927) | 117         | 14,63                  |
| 11    |  | Джак Балмър    | (1935 – 1952) | 99          | 5,82                   |
| 12    |  | Иън Сейнт Джон | (1961 – 1971) | 95          | 9,5                    |
| 13    |  | Джон Барнс     | (1987 – 1997) | 84          | 8,4                    |
| 14    |  | Джими Мелия    | (1955 – 1964) | 76          | 8,44                   |
| 15    |  | Албърт Стъбинс | (1946 – 1953) | 75          | 10,71                  |
| 15    |  | Артър Годард   | (1901 – 1914) | 75          | 5,77                   |
| 17    |  | Джон Тошак     | (1970 – 1978) | 74          | 9,25                   |
| 17    |  | Бери Нювенхайс | (1933 – 1947) | 74          | 5,29                   |
| 19    |  | Артър Кокс     | (1897 – 1909) | 72          | 6                      |
| 20    |  | Кевин Кийгън   | (1971 – 1977) | 68          | 11,33                  |

### Най-много голове изобщо
| Място | Играч          | Години        | Общо голове | Голове на сезон |
| ----- | -------------- | ------------- | ----------- | --------------- |
| 1     | Иън Ръш        | (1980 – 1996) | 346         | 21,63           |
| 2     | Роджър Хънт    | (1959 – 1970) | 285         | 25,90           |
| 3     | Гордън Ходжсън | (1925 – 1936) | 240         | 21,81           |
| 4     | Били Лидъл     | (1945 – 1961) | 229         | 14,31           |
| 5     | Стивън Джерард | (1998 – 2015) | 186         |                 |
| 6     | Роби Фаулър    | (1993 – 2007) | 183         | 21,38           |
| 7     | Кени Далглиш   | (1977 – 1990) | 172         | 12,92           |
| 8     | Майкъл Оуен    | (1996 – 2004) | 158         |                 |
| 9     | Хари Чембърс   | (1919 – 1928) | 151         | 16,78           |
| 10    | Джак Чембърс   | (1899 – 1907) | 128         | 16              |
| 11    | Сам Рейбулд    | (1977 – 1990) | 127         | 9,77            |
| 12    | Дик Форшоу     | (1919 – 1927) | 124         | 15,5            |
| 13    | Иън Сейнт Джон | (1961 – 1971) | 118         | 11,8            |
| 14    | Джак Балмър    | (1935 – 1952) | 111         | 6,53            |
| 15    | Джон Барнс     | (1987 – 1997) | 106         | 10,6            |
| 16    | Кевин Кийгън   | (1971 – 1977) | 100         | 16,67           |
| 17    | Джон Тошак     | (1970 – 1978) | 95          | 11,88           |
| 18    | Албърт Стъбинс | (1946 – 1953) | 83          | 11,86           |
| 19    | Фернандо Торес | (2007 – 2011) | 81          | 20,25           |
| 20    | Артър Кокс     | (1897 – 1909) | 80          | 6,67            |
| 21    | Артър Годард   | (1901 – 1914) | 80          | 6,15            |
| 22    | Бери Нювенхайс | (1933 – 1947) | 79          | 5,64            |
| 23    | Джими Мелия    | (1955 – 1964) | 78          | 8,67            |
| 24    | Дейвид Джонсън | (1976 – 1982) | 78          | 13              |

### Голмайстори по сезони
| Година | Играч                                     | Голове |
| ------ | ----------------------------------------- | ------ |
| 1894   | Джеймс Скот                               | 14     |
| 1895   | Джими Рос                                 | 12     |
| 1896   | Джордж Алан                               | 25     |
| 1897   | Джордж Алан                               | 17     |
| 1898   | Франк Бектън                              | 11     |
| 1899   | Хю Морган / Томи Робъртсън                | 10     |
| 1900   | Джон Уолкър                               | 10     |
| 1901   | Сам Рейбулд                               | 16     |
| 1902   | Сам Рейбулд                               | 16     |
| 1903   | Сам Рейбулд                               | 31     |
| 1904   | Джак Кокс                                 | 10     |
| 1905   | Робърт Робинсън                           | 23     |
| 1906   | Джо Хюит                                  | 23     |
| 1907   | Сам Рейбулд                               | 15     |
| 1908   | Джо Хюит                                  | 21     |
| 1909   | Роналд Ор                                 | 20     |
| 1910   | Роналд Ор                                 | 20     |
| 1911   | Джак Паркинсън                            | 19     |
| 1912   | Джак Паркинсън                            | 12     |
| 1913   | Артър Меткалф                             | 15     |
| 1914   | Том Милър                                 | 16     |
| 1915   | Фредерик Панъм                            | 24     |
|        | Първа световна война                      |        |
| 1920   | Хари Чеймбърс                             | 15     |
| 1921   | Хари Чеймбърс                             | 22     |
| 1922   | Хари Чеймбърс                             | 19     |
| 1923   | Джими Уолш                                | 22     |
| 1924   | Джими Уолш                                | 16     |
| 1925   | Дик Форшоу                                | 19     |
| 1926   | Дик Форшоу                                | 27     |
| 1927   | Хари Чеймбърс                             | 17     |
| 1928   | Гордън Ходжсън                            | 23     |
| 1929   | Гордън Ходжсън                            | 30     |
| 1930   | Джими Смит                                | 23     |
| 1931   | Гордън Ходжсън                            | 36     |
| 1932   | Гордън Ходжсън                            | 26     |
| 1933   | Гордън Ходжсън                            | 24     |
| 1934   | Гордън Ходжсън                            | 23     |
| 1935   | Гордън Ходжсън                            | 27     |
| 1936   | Фред Хау                                  | 17     |
| 1937   | Фред Хау                                  | 17     |
| 1938   | Алфред Хенсън                             | 14     |
| 1939   | Уили Фейгън / Фил Тейлър / Бери Нювенхайс | 14     |
|        | Втора световна война                      |        |
| 1947   | Джак Балмър / Албърт Стъбинс              | 24     |
| 1948   | Албърт Стъбинс                            | 24     |
| 1949   | Джак Балмър                               | 14     |
| 1950   | Били Лидъл                                | 18     |
| 1951   | Били Лидъл                                | 15     |
| 1952   | Били Лидъл                                | 19     |
| 1953   | Били Лидъл                                | 13     |
| 1954   | Луис Бимпсън / Джак Смит                  | 13     |
| 1955   | Били Лидъл                                | 30     |
| 1956   | Били Лидъл                                | 28     |
| 1957   | Били Лидъл                                | 21     |
| 1958   | Били Лидъл                                | 24     |
| 1959   | Джими Мелия                               | 21     |
| 1960   | Дейв Хиксън / Роджър Хънт                 | 21     |
| 1961   | Кевин Люис                                | 19     |
| 1962   | Роджър Хънт                               | 41     |
| 1963   | Роджър Хънт                               | 24     |
| 1964   | Роджър Хънт                               | 31     |
| 1965   | Роджър Хънт                               | 25     |
| 1966   | Роджър Хънт                               | 30     |
| 1967   | Роджър Хънт                               | 14     |
| 1968   | Роджър Хънт                               | 25     |
| 1969   | Роджър Хънт                               | 13     |
| 1970   | Боби Греъм                                | 13     |
| 1971   | Алан Еванс                                | 10     |
| 1972   | Джон Тошак                                | 13     |
| 1973   | Джон Тошак / Кевин Кийгън                 | 13     |
| 1974   | Кевин Кийгън                              | 12     |
| 1975   | Джон Тошак                                | 12     |
| 1976   | Джон Тошак                                | 16     |
| 1977   | Кевин Кийгън                              | 16     |
| 1978   | Кени Далглиш                              | 20     |
| 1979   | Кени Далглиш                              | 21     |
| 1980   | Дейвид Джонсън                            | 21     |
| 1981   | Тери Макдърмът                            | 13     |
| 1982   | Иън Ръш                                   | 17     |
| 1983   | Иън Ръш                                   | 24     |
| 1984   | Иън Ръш                                   | 32     |
| 1985   | Джон Уорк                                 | 18     |
| 1986   | Иън Ръш                                   | 22     |
| 1987   | Иън Ръш                                   | 30     |
| 1988   | Джон Олридж                               | 26     |
| 1989   | Джон Олридж                               | 21     |
| 1990   | Джон Барнс                                | 22     |
| 1991   | Иън Ръш / Джон Барнс                      | 16     |
| 1992   | Дийн Сондърс                              | 10     |
| 1993   | Иън Ръш                                   | 14     |
| 1994   | Иън Ръш                                   | 14     |
| 1995   | Роби Фаулър                               | 25     |
| 1996   | Роби Фаулър                               | 28     |
| 1997   | Роби Фаулър                               | 18     |
| 1998   | Майкъл Оуен                               | 18     |
| 1999   | Майкъл Оуен                               | 18     |
| 2000   | Майкъл Оуен                               | 12     |
| 2001   | Майкъл Оуен                               | 16     |
| 2002   | Майкъл Оуен                               | 19     |
| 2003   | Майкъл Оуен                               | 19     |
| 2004   | Майкъл Оуен                               | 19     |
| 2005   | Милан Барош                               | 9      |
| 2006   | Стивън Джерард                            | 10     |
| 2007   | Дирк Койт                                 | 12     |
| 2008   | Фернандо Торес                            | 24     |
| 2009   | Стивън Джерард                            | 16     |
| 2010   | Фернандо Торес                            | 18     |
| 2011   | Дирк Койт                                 | 13     |
| 2012   | Луис Суарес                               | 11     |
| 2013   | Луис Суарес                               | 23     |
| 2014   | Луис Суарес                               | 31     |

## Български футболисти
- Вилян Бижев: 2011/14 - (0 мача - 0 гола)